# زنان در بیسبال

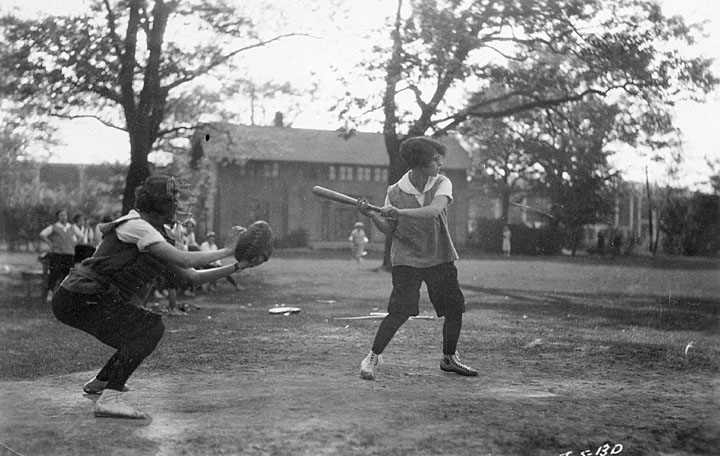
زنان در حال بازی بیسبال در دانشگاه ویسکانسین-مدیسن در سال ۱۹۲۸

زنان در بیسبال (انگلیسی: Women in baseball) تاریخ طولانی‌ای دارند و در طول سال‌ها تیم‌های زنانهٔ بسیاری وجود داشته‌اند. بیسبال در اواسط قرن نوزدهم در کالج‌های زنان در نیویورک و نیوانگلند بازی می‌شد؛ تیم‌هایی در کالج واسر، کالج اسمیت، کالج ولزلی و کالج مونت هولیوک تشکیل شدند. یک تیم زنانهٔ سیاه‌پوستان آمریکا به نام دالی واردنز فیلادلفیا در سال ۱۸۶۷ تأسیس شد.
تعدادی تیم زنانهٔ سیار (barnstorming) در طول تاریخ وجود داشته‌اند، و زنان در مسابقات نمایشی در کنار بازیکنان لیگ اصلی بازی کرده‌اند. در ۲ آوریل ۱۹۳۱، جکی میچل ۱۷ ساله (که در ابتدا با نام "Virne Beatrice Mitchell Gilbert" شناخته می‌شد) از تیم چاتانوگا لوکاوتز موفق شد در یک بازی نمایشی بیب روث و لو گریگ را سه‌تایی کند. اما کمیسر بیسبال کِنِساو مَونتِن لَندیس قرارداد او را فسخ کرد. نخستین دختری که در تیم بیسبال دبیرستانی پسران بازی کرد، نلی تواردزیک بود که در ۲۴ آوریل ۱۹۳۵ در تیم بارْتْلِت های اسکول ایندیِنز در وبستر، ماساچوست به میدان رفت و بین سال‌های ۱۹۳۵ تا ۱۹۳۷ به عنوان بازیکن اصلی در بیس اول بازی کرد. نامهٔ ورزشی و دستکش او در نمایشگاه "Diamond Dreams" که به زنان در بیسبال اختصاص دارد، در تالار مشاهیر و موزه ملی بیسبال در کوپرزتاون، نیویورک به نمایش گذاشته شده است.
در سال ۱۹۴۶، بازیکن پیشین، ادیت هاتون نخستین زنی شد که به عنوان استعدادیاب مستقل در لیگ برتر بیسبال مشغول به کار شد، زمانی که فیلادلفیا فیلیز از لیگ ملی او را استخدام کرد. در سال ۱۹۸۹، گیل گاردنر از شبکهٔ NBC نخستین زنی شد که به‌طور منظم بازی‌های لیگ برتر بیسبال را برای یک شبکه تلویزیون بزرگ اجرا کرد. در سال ۲۰۱۵، جسیکا مندوزا نخستین تحلیل‌گر زن برای یک بازی لیگ برتر بیسبال در تاریخ ای‌اس‌پی‌ان شد. همچنین، مارگارت دوناهو (۱۸۹۲–۱۹۷۸) نخستین زن مدیر اجرایی غیردارنده در لیگ برتر بیسبال آمریکا بود که در سال ۱۹۱۹ به عنوان ماشین‌نویس برای شیکاگو کابز شروع به کار کرد و در سال ۱۹۲۶ به سمت منشی شرکتی، سپس معاون رئیس و در نهایت منشی اجرایی تیم ارتقا یافت تا در سال ۱۹۵۸ بازنشسته شد.
افا مانلی، تنها زن عضو تالار مشاهیر و موزه ملی بیسبال (که در سال ۲۰۰۶ برگزیده شد)، از ۱۹۳۵ تا ۱۹۴۸ همراه همسرش مالک نیوآرک ایگلز در لیگ‌های سیاه‌پوستان بود.

## تاریخچهٔ اولیه
زنان از دههٔ ۱۸۶۰ بیسبال بازی می‌کردند، اما این امر در آن زمان برای زنان جوان امری غیرمعمول تلقی می‌شد، زیرا بیسبال به عنوان یک ورزش مردانه شناخته می‌شد. در واقع، تا اوایل دههٔ ۱۸۹۰ که تب دوچرخه‌سواری در آمریکا فراگیر شد، زنان معمولاً از انجام فعالیت‌های ورزشی در فضای باز منع می‌شدند. با این حال، همان‌طور که اشاره شد، بیسبال از اواسط قرن نوزدهم در کالج‌های زنان در نیویورک و نیوانگلند بازی می‌شد؛ تیم‌هایی در کالج واسر، کالج اسمیت، کالج ولزلی و ماونت هُلی‌اُک کالج تشکیل شدند. یک تیم زنانهٔ سیاه‌پوستان آمریکا به نام دالی واردنز فیلادلفیا در سال ۱۸۶۷ تأسیس شد.
در اواخر دههٔ ۱۸۹۰، تلاش‌هایی برای تشکیل تیم‌های کاملاً زنانهٔ بیسبال انجام شد که برخی از آن‌ها موفقیت‌هایی نیز کسب کردند. یکی از موفق‌ترین تیم‌ها باستِن بلومِر گرلز بود. این تیم نام خود را از شلوارهای راحتی که برخی از زنان ورزشکار به جای دامن بلند می‌پوشیدند، گرفته بود. زنانی که این شلوارها را می‌پوشیدند، "bloomer girls" نامیده می‌شدند. در برخی شهرها، مقامات محلی تیم‌های زنانهٔ بیسبال، از جمله بلومر گرلز را ممنوع کردند، اما در شهرهای دیگر، تماشاگرانی کنجکاو برای دیدن بازیکنان زن استقبال خوبی از آن‌ها کردند.
بلومر گرلز در سال ۱۸۹۷ در سراسر ایالات متحده تور برگزار کردند؛ مطبوعات از آن‌ها به عنوان «قهرمانان زنان جهان» یاد کردند، اگرچه این ادعا ممکن است اغراق تبلیغاتی بوده باشد. یکی از ستاره‌های برجستهٔ این تیم، مود نلسون بود که مهارت‌هایش به‌ویژه در پرتاب توپ تحسین می‌شد.
در ۵ ژوئیه ۱۸۹۸، لیزی آرلینگتون نخستین زنی شد که در یک تیم حرفه‌ای مردان بازی کرد. او در نهمین اینینگ برای تیم رِدینگ فیلیز در برابر اَلِنتَون پی‌ناتس بازی کرد و بازی را حفظ کرد.
مارگارت دوناهو (۱۸۹۲–۱۹۷۸) نخستین زن مدیر اجرایی غیردارنده در لیگ برتر بیسبال آمریکا بود.

## ۱۹۲۰–۲۰۰۰
شاید شناخته‌شده‌ترین زن جوانی که در اوایل دهه ۱۹۲۰ بیسبال بازی می‌کرد، لیزی مورفی از رود آیلند بود. او اولین زنی بود که در سال ۱۹۲۲ در برابر بازیکنان لیگ برتر بیسبال بازی کرد. مورفی که در پست بیس اول بازی می‌کرد، برای تیم مستقلان پراویدنس (رود آیلند) به میدان می‌رفت و خبرنگاران ورزشی مهارت‌های او در میدان را تحسین می‌کردند. نویسندگان ورزشی عنوان کردند که او به‌اندازه یک بازیکن مرد توانمند بود و اشاره داشتند که او هفته‌ای ۳۰۰ دلار دریافت می‌کرد، مبلغی که از دستمزد بسیاری از بازیکنان لیگ‌های فرعی در دهه ۱۹۲۰ بیشتر بود. مورفی که از ده‌سالگی بیسبال را آغاز کرده بود، رؤیای حضور در لیگ برتر را در سر داشت اما موفق به تحقق این هدف نشد. بااین‌حال، او در سال ۱۹۲۲ اولین زن بازیکن بیسبال شد که در برابر بازیکنان لیگ برتر بازی کرد، در دیداری خیریه که ستاره‌های لیگ نیوانگلند و لیگ آمریکا را در برابر بوستون رد ساکس قرار می‌داد. او توانست دوران حرفه‌ای طولانی در لیگ‌های نیمه‌حرفه‌ای داشته باشد و یک تیم سیار را هدایت کند که در سراسر شرق ایالات متحده به بازی می‌پرداخت. بنا بر گزارش‌های مطبوعاتی، او طرفداران وفاداری داشت که برای تماشای بازی‌های او و تیمش حضور می‌یافتند. دوران حرفه‌ای لیزی مورفی در بیسبال از سال ۱۹۱۸ تا ۱۹۳۵ ادامه داشت.
در حالی که مورفی شناخته‌شده‌ترین زنی بود که در دهه ۱۹۲۰ در یک تیم کاملاً مردانه بازی می‌کرد، دست‌کم یک زن ورزشکار دیگر نیز بود که توانایی بازی بیسبال داشت. بتی شنکل از فیلادلفیا نه‌تنها در دوران دبیرستان با پسران بیسبال بازی می‌کرد، بلکه در دیگر ورزش‌ها از جمله بسکتبال، فوتبال و دوچرخه‌سواری نیز مهارت داشت.
در ۲ آوریل ۱۹۳۱، جکی میچل ۱۷ ساله (با نام اصلی «ویرن بیاتریس میچل گیلبرت») از تیم چاتانوگا لوک‌آوتز در یک بازی نمایشی موفق شد بیب روث و لو گیریگ را سه‌بار استرایک کند. در نتیجه این اتفاق، کمیسیونر بیسبال کینساو مانتین لندیس قرارداد او را باطل کرد.
نخستین دختری که در یک تیم بیسبال دبیرستانی پسران بازی کرد، نلی تواردزیک بود که در ۲۴ آوریل ۱۹۳۵ به میدان رفت. تواردزیک در پست بیس اول برای تیم بارتلت ایندیانز از ۱۹۳۵ تا ۱۹۳۷ بازی کرد. نامه دبیرستانی او و دستکشش در نمایشگاه «رؤیاهای الماس» که ویژه زنان در بیسبال است، در تالار مشاهیر و موزه ملی بیسبال در کوپرزتاون، نیویورک به نمایش گذاشته شده است.
افا منلی که در سال ۲۰۰۶ به‌عنوان تنها زن عضو تالار مشاهیر و موزه ملی بیسبال شناخته شد، از ۱۹۳۵ تا ۱۹۴۸ به‌عنوان هم‌مالک تیم نیوارک ایگلز در لیگ سیاه‌پوستان بیسبال فعالیت می‌کرد.